# Richard Marquand
Richard Marquand (22. september 1937 – 4. september 1987) var en walisisk filminstruktør. Han er bedst kendt for at have instrueret filmene Eye of the Needle (1981) og Star Wars Episode VI: Jediridderen vender tilbage (1983).

## Filmografi
Som insturktør
| År   | Titel                                             | Noter                                            |
| ---- | ------------------------------------------------- | ------------------------------------------------ |
| 1978 | The Legacy                                        |                                                  |
| 1979 | Birth of the Beatles                              |                                                  |
| 1981 | Eye of the Needle                                 |                                                  |
| 1983 | Star Wars Episode VI: Jediridderen vender tilbage | Cameo som "Maj. Marquand" og stemme til "EV-9D9" |
| 1984 | Until September                                   |                                                  |
| 1985 | Jagged Edge                                       |                                                  |
| 1987 | Hearts of Fire                                    | Also producer                                    |